# Francesco Rasi
Francesco Rasi (Arezzo, 14 maggio 1574 – Mantova, 30 novembre 1621) è stato un compositore, poeta, tenore e musicista italiano durante il periodo di transizione tra rinascimento e barocco.

## Biografia
Componente di una famiglia nobile di Arezzo, fu compositore, suonatore di tiorba e cembalo, poeta e cantante (tenore).
Allievo di Giulio Caccini dal 1593, visse alla corte ducale di Firenze, dove frequentò la Camerata dei Bardi.
Dal 1598 al 1620 fu al servizio come cantante e suonatore di chitarrone alla Corte ducale dei Gonzaga di Mantova.
Nel 1600 fu il primo interprete del personaggio di Aminta nella prima rappresentazione dell'Euridice di Jacopo Peri, a Palazzo Pitti a Firenze e sempre nel 1600 cantò nel Rapimento di Cefalo di Giulio Caccini.
Protagonista dell'Orfeo di Claudio Monteverdi nel 1607 al Palazzo Ducale di Mantova, l'anno successivo interpretò il ruolo di Apollo nella Dafne di Marco da Gagliano.
Nel 1609 Rasi fu accusato di aver assassinato ad Arezzo, con il concorso di altri, un fattore della sua matrigna (con la cui moglie aveva avuto una tresca) e di aver tentato di uccidere anche la matrigna stessa. Perciò fu condannato a morte mediante impiccagione, sventramento e squartamento. Grazie alla protezione dei Gonzaga riuscì a riparare a Torino e in seguito poté viaggiare per l'Italia e l'Europa. Nel 1620 la sentenza fu infine annullata, con la condizione che da allora in poi si tenesse lontano da Arezzo. Nel 1621 poté di nuovo visitare Firenze, Roma a Savona, ma nel mese di dicembre morì improvvisamente, meno di tre mesi dopo che si era sposato a Pistoia con Alessandra Bocchineri.

## Composizioni pubblicate
- Ati e Cibele opera teatrale, per le nozze del duca Ferdinando Gonzaga con Caterina de’ Medici (1617, non rappresentata e perduta)
- Vaghezze di musica per 1 voce sola di Francesco Rasi, gentil huomo Aretino raccolte da D. Bassano Casola vice maestro di cappella della Serenissima di Mantova (Venezia 1608)
- Madrigali di diversi autori per voce sola e continuo (Firenze 1610)
- Dialogli rappresentativi composti insieme con parole dal Cavagliere Francesco Rasi Accademico filarmonico a 1-3 voci (Venezia 1620)
- 1 mottetto a 2 voci nella raccolta di F. Malgarini (Venezia 1620)

## Manoscritti
- Musica di camera et Chiesa... per l'illustr. ... Arcivescovo di Salspurgo (Salisburgo) a 1-3 voci e continuo. (1612).

## Componimenti poetici
- La cetra di sette corde (Venezia 1619).